# .gi
.gi è il dominio di primo livello nazionale assegnato a Gibilterra.

## Domini di secondo livello
Sono disponibili i seguenti domini di secondo livello:
- .com.gi
- .ltd.gi
- .gov.gi
- .mod.gi
- .edu.gi
- .org.gi